# Marius Briceag
Marius Ionuţ Briceag (Pitești, 6 aprile 1992) è un calciatore rumeno, difensore dell'Argeș Pitești.

## Palmarès

### Club

#### Competizioni nazionali
- Coppa di Romania: 1

U Craiova: 2017-2018
- Liga II: 1

Argeș Pitești: 2024-2025